# Chloraea prodigiosa
Chloraea prodigiosa är en orkidéart som beskrevs av Heinrich Gustav Reichenbach. Chloraea prodigiosa ingår i släktet Chloraea och familjen orkidéer. Inga underarter finns listade i Catalogue of Life.